# Haa

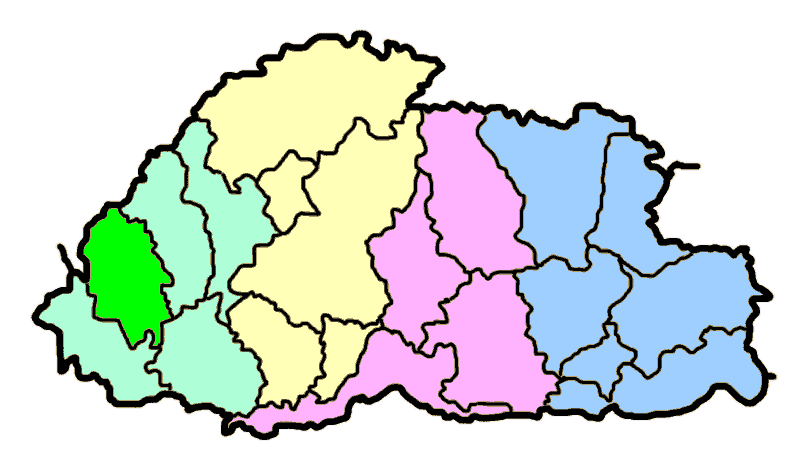
Localização de Haa no Butão (verde destacado)

Haa (Djongkha: ཧཱ་རྫོང་ཁག་) é um dos 20 distritos do Butão.